# Komisja Syndykatu
Komisja Syndykatu – organ rządzący w nowej mafii amerykańskiej utworzony po zakończeniu wojny castellammaryjskiej w 1931 roku, w skład którego wchodzili główni bossowie świata przestępczego w Stanach Zjednoczonych (przedstawiciele nowojorskich Pięciu Rodzin, delegaci z Chicago, Detroit, Buffalo i Filadelfii).
Głównym zadaniem Komisji było rozstrzyganie sporów między rodzinami mafijnymi.
Skład Komisji Syndykatu, tzw. Wielka Szóstka (pierwszy skład) w latach 30. (od roku 1931 do 1936 – aresztowanie Lucky Luciano):
- Trzech Włochów: Lucky Luciano, Frank Costello, Joe Adonis
- Trzech Żydów: Meyer Lansky, Abner „Longy” Zwillman, Jake „Greasy Thumb” Guzik.

Po aresztowaniu Lucky Luciano w 1936 roku, przez całe lata czterdzieste skład Komisji pozostał w niezmienionym składzie, miejsce Luciano zajął Tony Accardo.
Po roku 1946 (po deportacji Lucky Luciano do Włoch) skład Komisji zmienił się wraz ze zmianą układu sił w Syndykacie; do jej grona wchodzili m.in. Joseph Bonanno, Joe Profaci, Stefano Magaddino i Tommy Gagliano.
W roku 1957 podczas obrad Konferencji Apalachin zdecydowano, że na czele komisji stanie Carlo Gambino.
Z biegiem czasu Komisja stawała się coraz słabszym organem – m.in. nie zapobiegła Wojnie Bananowej.